# Wegkompas

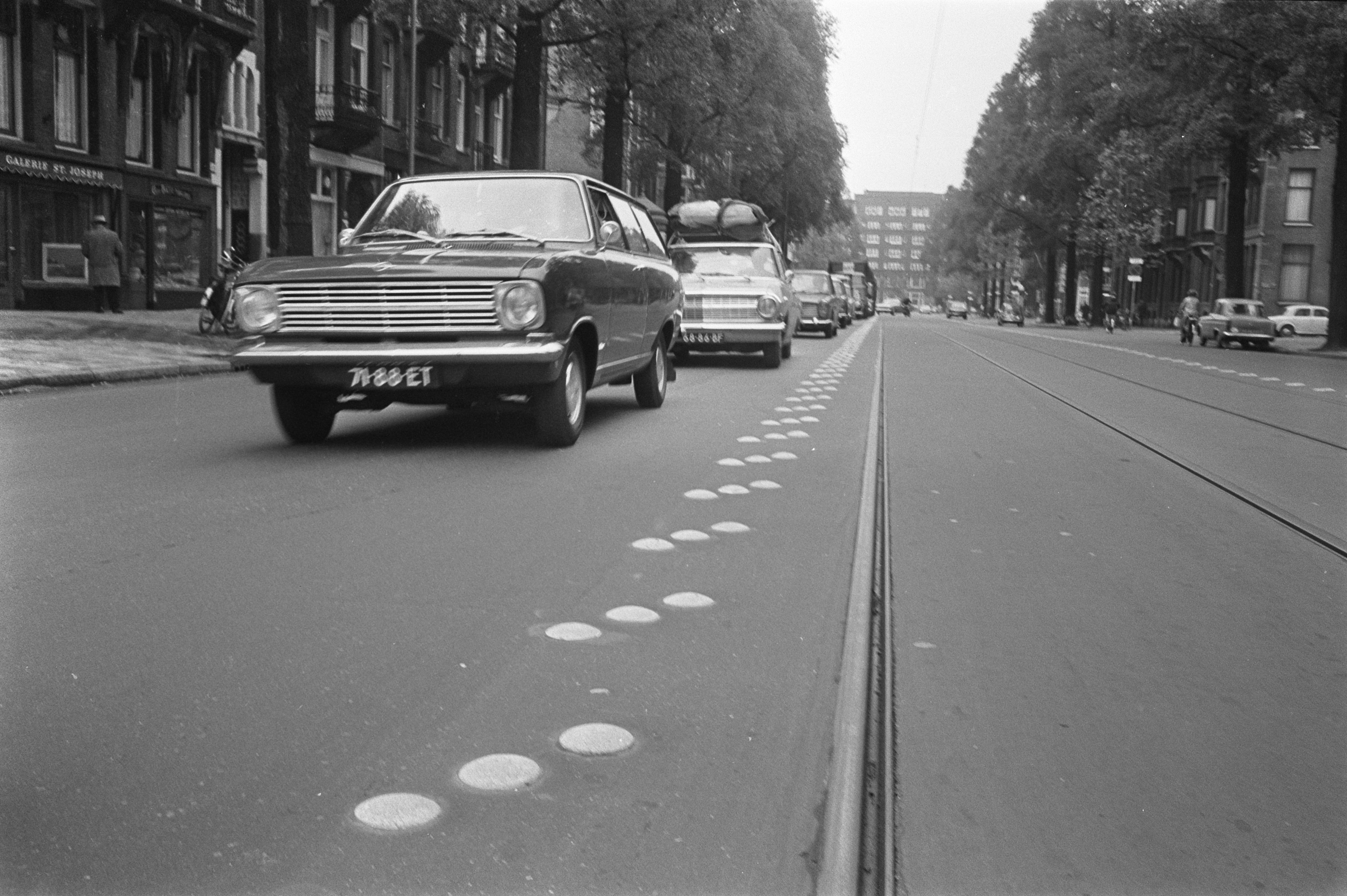
'Eierkoeken' op de Overtoom in Amsterdam (september 1968)

Een wegkompas, in de volksmond eierkoek genoemd, is een verkeersbelemmerend object bestaande uit een rond wit obstakel op het wegdek. Het heeft een doorsnede van circa 15 centimeter en een hoogte van ongeveer 2,5 centimeter. Deze 'verkeersgeleiders' worden aangebracht in een rechte lijn met enkele centimeters tussenruimte naast een tram- of busroute in plaats van een onderbroken witte streep. De associatie met een eierkoek komt door de ronde en licht bollende vorm. De obstakels hebben ten doel automobilisten te waarschuwen dat ze een tram- of busbaan dreigen te blokkeren. Wettelijk hebben eierkoeken dezelfde betekenis als een onderbroken witte streep, ze mogen dus wel worden overschreden.

## Amsterdam

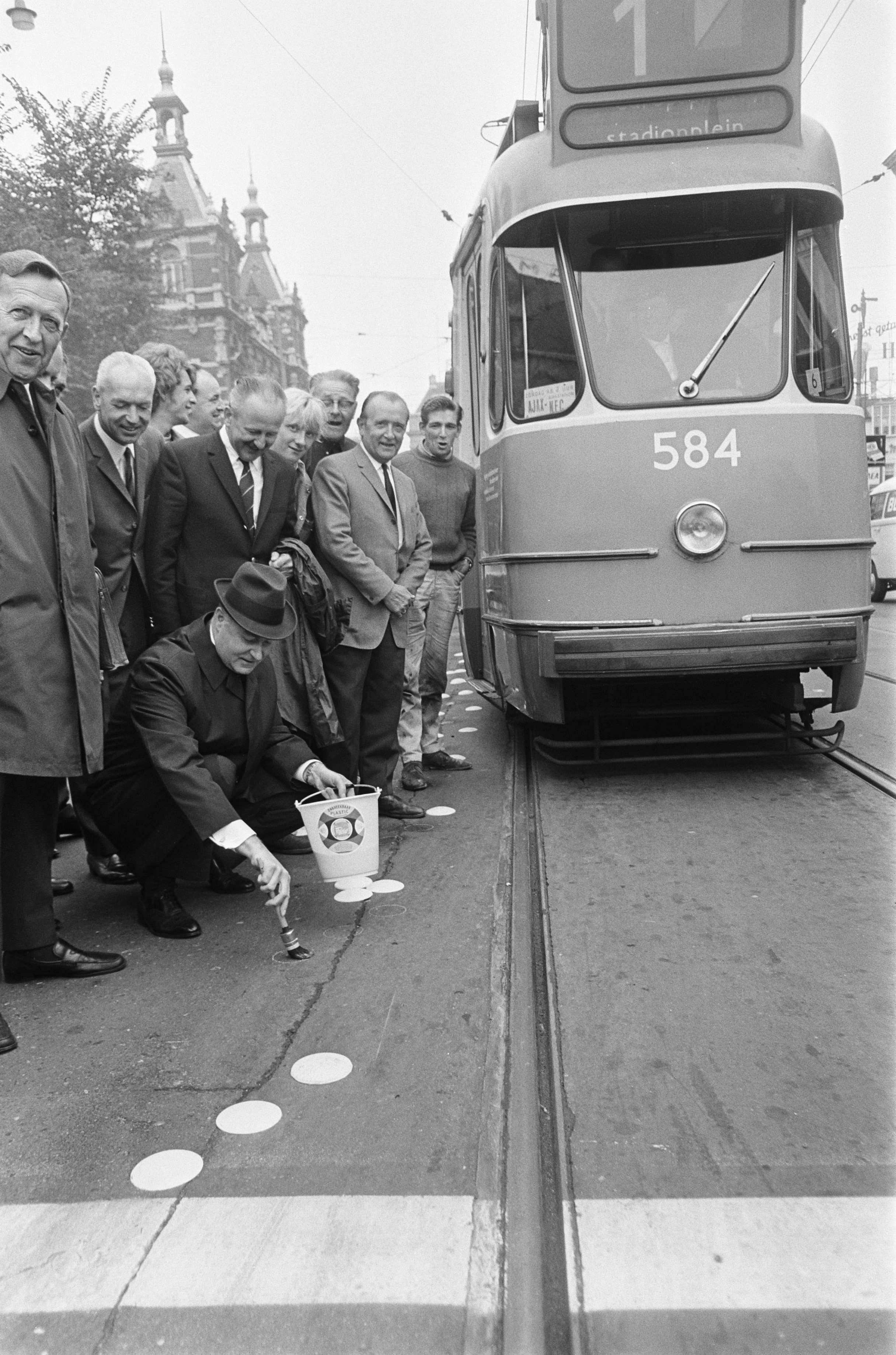
Wethouder Hamm plakt eerste eierkoeken, 1968

In 1968 verschenen in Amsterdam als proef wegkompassen naast de trambaan op de Overtoom. De eerste werden door wethouder Guus Hamm tijdens een feestelijke ceremonie op het asfalt geplakt. Wat later werden ze ook in andere straten aangebracht. Doordat het niet verboden was de eierkoeken te overschrijden hadden ze weinig effect op de doorstroming van het tramverkeer. De Amsterdamse verkeerspolitie was bovendien tegenstander van de maatregel. De meeste eierkoeken verdwenen weer. Men ging in het kader van het plan Lijnen voor morgen over op echt vrije trambanen met gele betonnen geleiderichels en ononderbroken witte streep. Deze verschenen eerst bij wijze van proef op de Churchill-laan. In 1971 werd tramlijn 1 als eerste tramlijn voorzien van een volledig vrije trambaan.